# Clement Twizere
Clement Twizere Buhake (9 luglio 1996) è un calciatore norvegese naturalizzato ruandese, portiere dell'Ullensaker/Kisa e della Nazionale ruandese.

## Carriera

### Club
Twizere ha giocato nelle giovanili del Norild. Ha poi esordito nella prima squadra di questo club, in 3. divisjon, in data 6 maggio 2012: ha sostituito il portiere titolare Zarko Darmanovic nella vittoria per 2-0 arrivata sul Lyngen/Karnes. Nel corso del 2014 è stato tesserato dal Lillestrøm, che lo ha aggregato alle proprie giovanili. Con la prima squadra di questo club si è limitato ad un'apparizione in panchina in occasione della sfida persa per 3-2 in casa del Sarpsborg 08, in data 9 novembre 2014.
In vista della stagione 2016, Twizere è passato all'Oppsal. Il debutto in 2. divisjon è arrivato l'11 settembre dello stesso anno, sostituendo 
Mathias Enger Eriksen nella sconfitta per 6-1 subita sul campo del Tromsdalen. Al termine di quel campionato, l'Oppsal è retrocesso in 3. divisjon.
Nel 2019, Twizere si è trasferito al Gjelleråsen. Ha giocato il primo incontro in campionato il 5 maggio, schierato titolare nel 2-2 casalingo arrivato contro il Fløya. L'anno seguente è stato tesserato dallo Strømmen, compagine all'epoca militante in 1. divisjon. Ha giocato il primo incontro in questo campionato il 27 novembre 2011, sostituendo il portiere titolare Simen Lillevik Kjellevold nella vittoria per 0-2 arrivata in casa del Bryne. Lo Strømmen è retrocesso in 2. divisjon al termine della stagione 2021.
Il 4 gennaio 2024 è stato ufficializzato il suo trasferimento all'Ullensaker/Kisa, per cui ha firmato un contratto biennale. Ha debuttato per il nuovo club il 7 aprile successivo, nel 2-2 maturato sul campo dello Stjørdals-Blink.

### Nazionale
A giugno 2021, Twizere è stato convocato dal Ruanda in vista di una partita amichevole da disputarsi contro la Repubblica Centrafricana. Ha esordito quindi in questa partita, in data 4 giugno: la sua squadra si è imposta col punteggio di 2-0.

## Statistiche

### Presenze e reti nei club
Statistiche aggiornate al 30 marzo 2025.
| Stagione               | Club                   | Campionato             | Campionato | Campionato | Coppe nazionali | Coppe nazionali | Coppe nazionali | Coppe continentali | Coppe continentali | Coppe continentali | Supercoppe | Supercoppe | Supercoppe | Totale | Totale |
| Stagione               | Club                   | Comp                   | Pres       | Reti       | Comp            | Pres            | Reti            | Comp               | Pres               | Reti               | Comp       | Pres       | Reti       | Pres   | Reti   |
| ---------------------- | ---------------------- | ---------------------- | ---------- | ---------- | --------------- | --------------- | --------------- | ------------------ | ------------------ | ------------------ | ---------- | ---------- | ---------- | ------ | ------ |
| 2012                   | Norild                 | 3D                     | ?          | ?          | CN              | ?               | ?               | -                  | -                  | -                  | -          | -          | -          | ?      | ?      |
| 2013                   | Norild                 | 3D                     | ?          | ?          | CN              | ?               | ?               | -                  | -                  | -                  | -          | -          | -          | ?      | ?      |
| gen.-ago. 2014         | Norild                 | 4D                     | ?          | ?          | CN              | ?               | ?               | -                  | -                  | -                  | -          | -          | -          | ?      | ?      |
| Totale Norild          | Totale Norild          | Totale Norild          | ?          | ?          |                 | ?               | ?               |                    | -                  | -                  |            | -          | -          | ?      | ?      |
| ago.-dic. 2014         | Lillestrøm             | ES                     | 0          | 0          | CN              | 0               | 0               | -                  | -                  | -                  | -          | -          | -          | 0      | 0      |
| 2016                   | Oppsal                 | 2D                     | 3          | -4         | CN              | 0               | 0               | -                  | -                  | -                  | -          | -          | -          | 3      | -4     |
| 2017                   | Oppsal                 | 3D                     | 15         | -24        | CN              | 0               | 0               | -                  | -                  | -                  | -          | -          | -          | 15     | -24    |
| 2018                   | Oppsal                 | 3D                     | ?          | ?          | CN              | ?               | ?               | -                  | -                  | -                  | -          | -          | -          | ?      | ?      |
| Totale Oppsal          | Totale Oppsal          | Totale Oppsal          | ?          | ?          |                 | ?               | ?               |                    | -                  | -                  |            | -          | -          | ?      | ?      |
| 2019                   | Gjelleråsen            | 3D                     | 6          | -7         | CN              | 1               | -1              | -                  | -                  | -                  | -          | -          | -          | 7      | -8     |
| 2020                   | Strømmen               | 1D                     | 1          | -1         | -               | -               | -               | -                  | -                  | -                  | -          | -          | -          | 1      | -1     |
| 2021                   | Strømmen               | 1D                     | 1          | 0          | CN              | 1               | -1              | -                  | -                  | -                  | -          | -          | -          | 2      | -1     |
| 2022                   | Strømmen               | 2D                     | 23         | -33        | CN              | 1               | -2              | -                  | -                  | -                  | -          | -          | -          | 24     | -35    |
| 2023                   | Strømmen               | 2D                     | 26         | -35        | CN              | 2               | -5              | -                  | -                  | -                  | -          | -          | -          | 28     | -40    |
| Totale Strømmen        | Totale Strømmen        | Totale Strømmen        | 51         | -69        |                 | 4               | -8              |                    | -                  | -                  |            | -          | -          | 55     | -77    |
| 2024                   | Ullensaker/Kisa        | 2D                     | 24         | -37        | CN              | 2               | -4              | -                  | -                  | -                  | -          | -          | -          | 26     | -41    |
| 2025                   | Ullensaker/Kisa        | 2D                     | 0          | 0          | CN              | 0               | 0               | -                  | -                  | -                  | -          | -          | -          | 0      | 0      |
| Totale Ullensaker/Kisa | Totale Ullensaker/Kisa | Totale Ullensaker/Kisa | 24         | -37        |                 | 2               | -4              |                    | -                  | -                  |            | -          | -          | 26     | -41    |
| Totale                 | Totale                 | Totale                 | ?          | ?          |                 | ?               | ?               |                    | -                  | -                  |            | -          | -          | ?      | ?      |